# Селищи (Атяшевский район)
Селищи — село в Атяшевском районе Республики Мордовия. Входит в состав Атяшевского сельского поселения.

## География
Расположено на реке Большая Сарка, в 18 км от районного центра и железнодорожной станции Атяшево.

## История
Название происходит от русского слова селище — место расположения старого поселения. Основано в 1640 году как выставка из деревни Селищи. По сведениям «Переписной книги мордовских селений Алатырского уезда 1671 году», в Селищах было 11 жилых дворов, 20 чел. тяглого мужского населения и 2 пустых двора: Сотки Ардатова и Дарюшки Нечаева (погибли в битве на р. Кандарать). В «Списках населённых мест Симбирской губернии» (1859) Селищи — деревня удельная из 117 дворов Ардатовского уезда. В 1913 году в Селищах имелись церковь и школа. В 1928 году был организован ТОЗ, куда вошли 22 хозяйства, с 1929 году — колхоз «Светлый путь», с 1997 года — СХПК. В современном селе — средняя школа, библиотека, Дом культуры, медпункт, магазин.

## Население
| 2002 | 2010 |
| ---- | ---- |
| 410  | ↘309 |

## Источник
- Энциклопедия Мордовия, И. С. Марискин, О. И. Марискин.